# 田村美香
田村 美香（たむら みか、1968年4月28日 - ）は、HBCのラジオパーソナリティ。北海道野付郡別海町出身。

## 略歴
- 北海道釧路江南高等学校、筑波大学第一学群自然学類卒業。専攻は人文地理学[1]。
- 1992年、北海道放送に契約アナウンサーとして入社。その前1年間は学校教員として勤務していた。
- 1994年、退社してフリーアナウンサーに。AIR-G'で、定時ニュースなどを担当。
- 1996年4月、HBCラジオ「カーナビラジオ午後一番!」のパーソナリティに。以来、13年3ヶ月にわたって出演。これ以降、放送メディアはテレビ・ラジオ共、HBCのみに出演。
- 2009年6月、カーナビラジオを降板。10月新番組に向けての充電期間に入り、この間は、出身の別海町で行われたHBCラジオの公開録音イベント、9月13日のHBCラジオまつりでの新番組発表イベント以外では、公の場に姿を見せなかった。
- 2009年10月から、HBCラジオ「山ちゃん美香の朝ドキッ!」のパーソナリティを務める。
- 2012年12月27日放送の『山ちゃん美香の朝ドキッ!』にて、「別海町観光大使」就任発表[2]。
- 2016年4月から、HBCラジオ「気分上昇ワイド ナルミッツ!!!」のパーソナリティを務める (番組開始時から2018年3月までは木・金曜担当。2018年4月から水-金曜担当)。
- 2020年10月から、HBCラジオ「美香と香菜子のおさんぽ土曜日」のパーソナリティを務める (田村本人が出演するのは10時から)。